# Йенсен, Исак
Исак Стейнер Йенсен (дат. Isak Steiner Jensen; род. 23 декабря 2003, Оденсе) — датский футболист, вингер нидерландского клуба АЗ.

## Клубная карьера
Йенсен — воспитанник клубов «Несби», «Оденсе» и «Сённерйюск». 8 августа 2021 года в матче против «Раннерс» он дебютировал в датской Суперлиге в составе последних. Летом 2022 года Йенсен перешёл в американский «Сент-Луис Сити», где в начале выступал за дублирующий состав. 26 марта 2023 года в матче против «Реал Солт-Лейк» он дебютировал MLS.
Летом 2023 года Йенсен был арендован «Виборг». 3 сентября в матче против «Копенгагена» он дебютировал за новый клуб. 1 октября в поединке против «Орхуса» Исак забил свой первый гол за «Виборг».
15 июля 2025 года перешёл в нидерландский клуб АЗ, подписав пятилетний контракт до середины 2030 года. 24 июля дебютировал в матче Лиги конференций УЕФА против финского «Ильвеса», выйдя на замену вместо Ро-Зангело Дала на 73-й минуте. 10 августа в домашнем матче с «Гронингеном» дебютировал в Эредивизи, заменив Дала на 68-й минуте.